# Верхнелачентауский сельсовет
Верхнелачентауский сельсовет — муниципальное образование в Бирском районе Башкортостана.

## История
Согласно «Закону о границах, статусе и административных центрах муниципальных образований в Республике Башкортостан» имеет статус сельского поселения.

## Население
| 2002 | 2009 | 2010 | 2012 | 2013 | 2014 | 2015 |
| ---- | ---- | ---- | ---- | ---- | ---- | ---- |
| 858  | ↘837 | ↘677 | ↘659 | ↗661 | ↘641 | ↘616 |
| 2016 | 2017 |      |      |      |      |      |
| ↘603 | ↘588 |      |      |      |      |      |

## Состав сельского поселения
| № | Населённый пункт | Тип населённого пункта       | Население |
| - | ---------------- | ---------------------------- | --------- |
| 1 | Верхнелачентау   | село, административный центр | ↘238      |
| 2 | Новоянтузово     | село                         | ↘286      |
| 3 | Нижнелачентау    | село                         | ↘77       |
| 4 | Новобаишево      | село                         | ↘76       |